# Nichiren (budism)

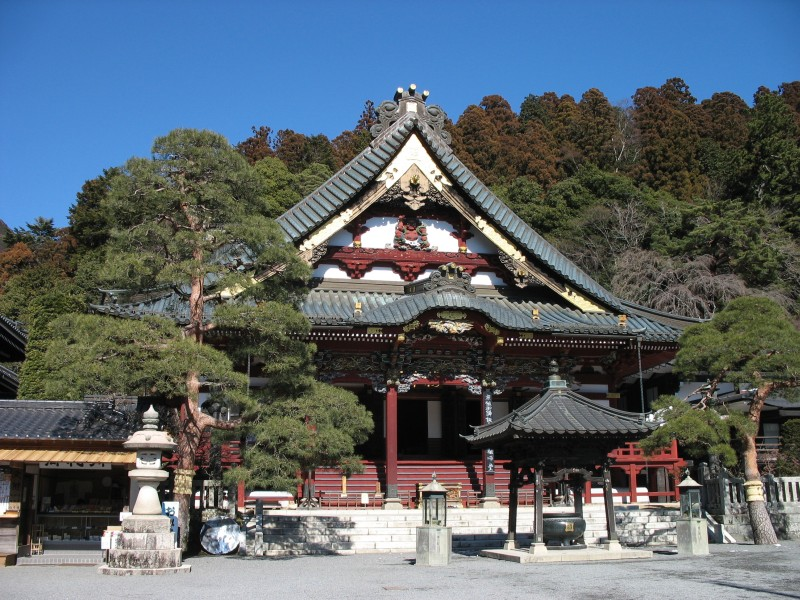
Templul Kuon-ji, templul principal al sectei.

Nichiren (în japoneză: 法華宗 Hokke-shū) este o sectă a budismului Mahayana, apărută în Japonia. Secta este una dintre cele mai cunoscute din Japonia, și a fost fondată de către călugărul cu acelaș nume.

## Istorie
Secta Nichiren a fost fondată în secolul al XIII-lea de către călugărul Nichiren (1222-1282). Secta afirma că adevărata învățătură ce putea aduce iluminarea era Sutra Lotusului, ultima dintre sutrele lui Buddha Sakyamuni. Sutra Lotusului pretindea că explică atât natura omului cât și pe cea a lui Buddha, afirmând că fiecare om poate ajunge la starea de Buddha, după trecerea prin starea intermediară de bodhisattva, făcând acte de milostenie și altruism. Pentru acest lucru adepții trebuie să-și pună credința în Sutra Lotusului (Hokke-kyo) rostind formula Namu Myoho Renge Kyo (en/ja) (南無妙法蓮華経 Namu Myōhō Renge Kyō?). De altfel, Nichiren a făcut din sugestiile respective adevărate legi ce trebuie respectae cu tărie. Ambiția lui Nichiren a fost aceea de a face din Japonia centrul mondial al budismului, de unde să iradieze adevărata doctrină din Sutra Lotusului întregului continent asiatic.
Nichiren și-a dedicat viața japonizării budismului, încercând să-și facă secta cât mai perfectă. Tot ce era subtil, obscur sau dogmatic, fiind inaccesibil omulul simplu a fost înlăturat din doctrină. Celelalte secte budiste afirmau că femeile nu pot ajunge la iluminare și trebuie să se reîncarneze în bărbați pentru a putea, dar Nichiren a șters această inegalitate, bazânduse din nou pe Sutra Lotusului.
În perioada Kamakura (1185-1333), secta Nichiren era cunoscută sub numele de Hokke-shū (法華宗? credința lotusului). De remarcat că, în ciuda impactului politic și social al sectei Nichiren, această formă de budism a avut cea mai slabă influență asupra artei japoneze și a evoluției ei.
Astăzi, discipolii contemporani ai sectei Nichiren au desfășurat o activitate bogată și o organizare perfectă, cu toate că secta are un număr restrâns de adepți în comparație cu alte secte budiste japoneze.